# 王欣然 (1981年)
王欣然，南京大学电子科学与工程学院教授，中华人民共和国教育部“长江学者”特聘教授。

## 生平
2000至2010年间，曾先后就读于南京大学物理系、斯坦福大学电子工程系、物理系。